# Caloboletus calopus
Il Caloboletus calopus (Pers.) Vizzini, 2014 è una specie facilmente riconoscibile per la combinazione dei colori vivaci e per il sapore amaro della carne. Insieme al Caloboletus radicans, infatti, è uno dei boleti più amari.

## Descrizione della specie

### Cappello
Diametro fino a 20 cm, carnoso, emisferico poi convesso, asciutto, non viscoso, di colore beige pallido, camoscio olivastro; margine inizialmente involuto.

### Pori
Molto piccoli, arrotondati; di colore giallo citrino poi verdastri, al tocco diventano velocemente verde-bluastri.

### Tubuli
Lunghi fino a 30 mm, annesso-sinuati; giallo pallido, al taglio virano all'azzurro-blu.

### Gambo
8-12 x 4–5 cm, molto variabile, può essere qualche volta slanciato, cilindrico, tozzo, corto, bulboso-ventricoso, finemente reticolato; rosso porpora, giallo vicino ai tubuli, quasi mai interamente rosso, presenta un reticolo a maglie allungate, bianco in alto e concolore alla base.

### Carne
Crema-grigio-giallastra, pallida, verde-bluastra al taglio; compatta, dura.
- Odore: acidulo, simile a quello della colla vinilica.
- Sapore: prima dolciastro, poi molto amaro. Prestare attenzione in quanto l'acredine può variare a seconda della zona di crescita.

### Spore
Giallo-oliva in massa, 2-15 x 4-6 µm, fusiformi.

## Habitat
Fruttifica nei boschi di latifoglie e aghifoglie in estate-autunno.

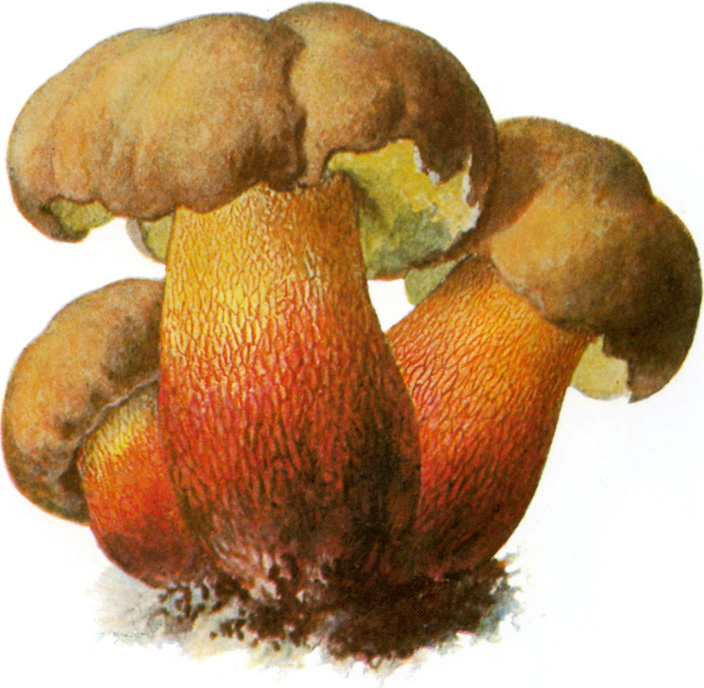
Illustrazione di C. calopus

## Commestibilità
Praticamente immangiabile per il sapore molto amaro.
Oltre a ciò è anche leggermente tossico, comunque non al livello del Rubroboletus satanas.

## Specie simili
- I più inesperti possono confonderlo, per via del colore chiaro del cappello e del colore rosso sul gambo, con il celeberrimo Rubroboletus satanas (velenoso); quest'ultimo è però più massiccio, ha pori rossi e carne non amara bensì dolciastra.
- Un altro fungo con il quale può essere confuso è il commestibile Butyriboletus fechtneri, anch'esso a carne non amara.